# 에릭 스폴스트러

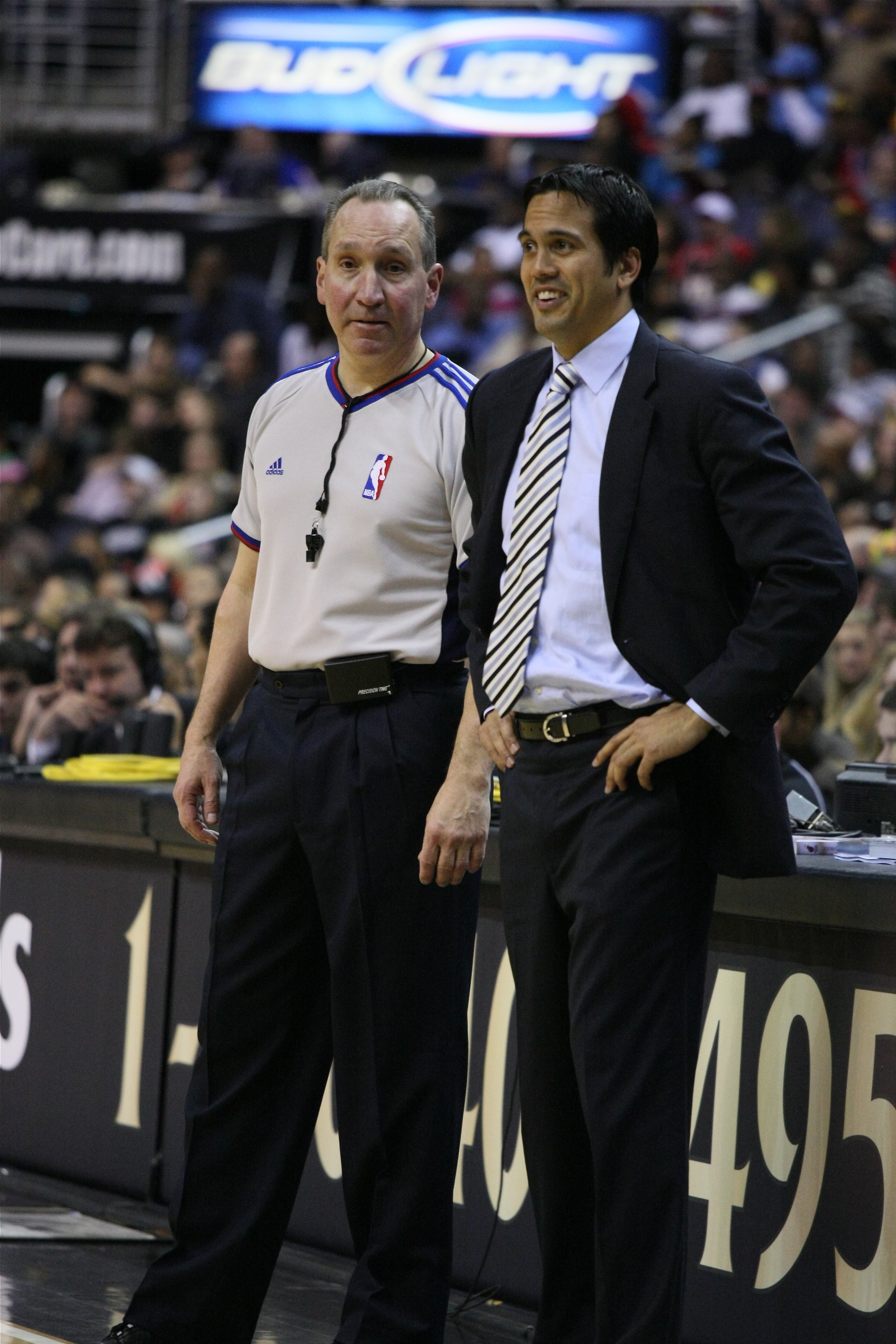

에릭 존 스폴스트러(Erik Jon Spoelstra, 1970년 11월 1일 ~ )은 전 미국의 농구 선수이자 미국 프로 농구 마이애미 히트 감독이다.